# Beirnaertia
Beirnaertia é um género botânico pertencente à família Menispermaceae.

## Espécies
- Beirnaertia cabindensis (Exell & Mendonça) Troupin